# ナースにおまかせ
『ナースにおまかせ』は、2004年9月24日にアトリエかぐや Berkshire Yorkshireから発売されたアダルトゲームである。
本作は、病院を舞台に主人公の入院生活を描いた18禁アドベンチャーで、主人公が年上の看護婦や女医にリードされる形でHを重ねていく。

## システム
1日1回のマップ移動を行い、アドベンチャーパートで移動先にいるヒロインと会話をして仲を深めながら、条件を満たしたヒロインとの個別シナリオへと移行していく。ヒロインの居場所はマップ画面に表示されるが、誰もいない場所でもイベントが発生するケースがある。
個別ルート前のHシーンは3つのパートに分かれており、各パートごとに3回の選択肢が存在する。正解の選択肢を1回でも選べば次のパートへと進めるが、すべて失敗すると射精量はわずかで、その時点でHシーンは終了となる。すべての選択肢で正解だった場合は「MAX汁確定」となり、最後の射精シーンの精液量が増える。射精量や外出しと中出しの違いなどにより、グラフィック差分は多岐に渡る。

## あらすじ
とあるコンビニで働く青年、早瀬郁哉はある日事故に巻き込まれ、入院する羽目になってしまう。しかし、そこは想いを寄せている看護婦、白川涼子が勤務する病院であった。

## 登場人物
早瀬 郁哉（はやせ いくや）
主人公。皇医院の近所のコンビニで働く店員。涼子に思いを寄せている。童顔でしっかり仕事をこなし、お姉様方の心を掴む要素を持ち合わせているため、本人に自覚はない模様だが皇医院内の看護婦の間では評判である。いわゆる女性に受ける可愛い美少年系。ある日、バイトの帰宅途中でバイクに撥ねられ、左足に重傷を負って皇医院に入院することになる。性格は基本的に真面目。彼女はおらず、友達は少ない。父親はいないが、海外旅行中の母親がいる。
同メーカーの作品『恥辱診察室』のヒロイン、早瀬ともみと同姓だが、関連性は不明。
白川 涼子（しらかわ りょうこ）
声 - 一色ヒカル
身長168cm・体重56kg・3サイズ（B93・W57・H85）
看護婦。主人公が憧れる女性。ノリがよく砕けた性格。入院初日に患者を取り違え、主人公にとんでもないことをしてしまう。
『恥辱診察室』のヒロイン・白川恭子の妹。後の作品『姉汁 〜白川三姉妹におまかせ〜』にも登場している。
水谷 舞（みずたに まい）
声 - 草柳順子
身長167cm・体重58kg・3サイズ（B96・W59・H87）
看護婦。恥ずかしがり屋でよく失敗する、典型的なドジっ娘+眼鏡っ娘。さらに童顔に爆乳。想像力豊かで妄想癖があり、よく妄想していることをうっかり口に出してしまう。また、病院で出会う前から郁哉にほのかな思いを寄せていた模様。
御堂 鈴（みどう りん）
声 - 涼森ちさと
身長154cm・体重48kg・3サイズ（B80・W52・H78）
看護婦。実家は京都の包帯問屋。それだけあって包帯の質にはうるさい。右目を隠すように包帯をしているが、別に怪我しているというわけではなく、習慣によるものである。また、時間的に左目に巻きなおすことがある。性格はドSで主人公をからかって楽しんでいる。
『幼なじみと甘〜くエッチに過ごす方法』のヒロインの1人、御堂琴音の従姉にあたる。
皇 沙耶香（すめらぎ さやか）
声 - 深井晴花
身長170cm・体重59kg・3サイズ（B98・W61・H89）
院長を兼務している美人女医。主人公にある協力を持ちかけてくる。

## 開発
本作の原画はchoco chipが手掛けた。TGSmartとのインタビューでは自分自身に影響を与えた作品として本作を取り上げており、「ここから、choco-chip=お姉さんキャラというイメージがついた気がします。」とも振り返っている。